# Maria Marx (Politikerin)
Maria Marx (* 26. März 1950 in Offenbach am Main) ist eine deutsche Politikerin (Die Grünen) und ehemalige Abgeordnete des Hessischen Landtags. Von 1991 bis 1995 war sie Landesvorstandssprecherin von Bündnis 90/Die Grünen Hessen.
Maria Marx war damals Sonderschullehrerin an der Pestalozzischule in Offenbach am Main. Am 10. November 1994 rückte sie für Margareta Wolf in den Landtag nach, dem sie zunächst bis zum Ende der Wahlperiode am 4. April 1995 angehörte. Bei der Landtagswahl in Hessen 1995 rückte sie am 5. April 1995 für Rupert von Plottnitz nach, der das Landtagsmandat nicht annahm, da er Minister wurde. Am 4. April 1999 schied sie aus dem Landtag aus.